# NGC 5218
NGC 5218 (другие обозначения — UGC 8529, ZWG 317.3, MCG 11-17-5, VV 33, ZWG 316.20, ARP 104, IRAS13304+6301, PGC 47603) — галактика в созвездии Большая Медведица.
Этот объект входит в число перечисленных в оригинальной редакции «Нового общего каталога».